# Giovanni Santini
Giovanni Santini   (Caprese Michelangelo, 29 de gener de 1787 - Noventa Padovana, 26 de juny de 1877) va ser un matemàtic italià i astrònom.

## Biografia
Va començar la seva formació sota la tutela del seu oncle patern, Abad Giovanni Battista Santini. El 1802 va ingressar a la Universitat de Pisa per estudiar lleis, però ben aviat va abandonar aquests estudis per dedicar-se exclusivament a les matemàtiques i les ciències naturals.
El 17 d'octubre de 1806, va ser nomenat ajudant del director de l'Observatori de Pàdua i el 1813 la Universitat de Pàdua li va oferir la presidència d'Astronomia, una posició en la qual va ser confirmat per l'emperador Francesc I d'Àustria. Durant els anys 1824-1825 i 1856-1857 va ser rector de la universitat i de 1845 a 1872 director d'estudis matemàtics. Va morir als noranta-un anys.

## Treball
Com a astrònom teòric i pràctic, Santini va fer observacions famoses a l'Observatori de Pàdua. El 1811 va determinar la latitud de Pàdua amb l'ajuda del mètode Gauss de tres estrelles a la mateixa altitud i va començar a fer observacions zonals per fer un catàleg d'estrelles entre la declinació +10° i -10°. També s'atribueix al càlcul de les òrbites de dinou cometes. Va adquirir un gran renom per calcular les pertorbacions de l'òrbita del cometa Biela causada pels planetes al període 1832-1852.